# Liste des hôtels particuliers d'Aix-en-Provence
Cet article énumère les hôtels particuliers de la ville d'Aix-en-Provence (Bouches-du-Rhône), en France.

## Liste alphabétique
| Nom de l'hôtel | Adresse                                      | Notes | Photo |
| --- | -------------------------------------------- | --- | ----- |
| Hôtel Adanson | 1, rue Adanson                               | Construit au XVIIe siècle. La façade date de la seconde moitié du XIXe siècle. La porte et ses boiseries datent du XVIIe siècle. Michel Adanson y est né le 27 avril 1727 | .     |
| Hôtel d'Agut | 2, place des Prêcheurs                       | Construit en 1676 par Pierre d'Agut, conseiller au parlement. Façade du XVIIe siècle. La porte d'entrée est encadrée de deux cariatides de style baroque. |       |
| Hôtel d'Aiguines | 28, rue Jacques de La Roque                  | Construit au XVIIIe siècle. La façade a été construite en 1786. L'hôtel a été la propriété des Gautier, barons d'Aiguines et de Sénez. |       |
| Hôtel d'Ailhaud | 6,rue Mignet                                 | Construit au XVIIIe siècle pour Jean Ailhaud, médecin qui s'est enrichi par la vente d'une poudre purgative. Il a été anobli p,ar l'achat d'une charge de secrétaire du roi. |       |
| Hôtel d'Albertas | 10 rue Espariat                              | |       |
| Hôtel d'Albi de Brès | 15, rue Pierre et Marie Curie                | Façade du milieu du XVIIIe siècle.L'hôtel est la propriété de la famille d'Albi au XVIe siècle, puis des Forbin, seigneurs de La Fare et de Sainte-Croix jusqu'en 1720. |       |
| Hôtel d'Antoine Venel | 12, cours Mirabeau                           | Construit au XVIIe siècle par les bénédictins de La Celle qui le vendent en 1685. Il est acheté par Sauvaire, avocat, puis par les Antoine Venel. |       |
| Hôtel d'Arbaud | 7 rue Maréchal Foch                          | Construit dans la seconde moitié du XVIIe siècle pourJacques d'Arbaud, seigneur de Jouques. De magnifiques atlantes ornent la porte d'entrée qui ont été longtemps attribués à Pierre Puget. |       |
| Hôtel Paul Arbaud | 2a, rue du 4-Septembre                       | Construit à la fin du XVIIIe siècle avec une façade de style Louis XVI. Il a été construit à l'emplacement du couvent des Feuillants qui avait été vendu comme bien national en 1791. Acheté par Paul de Fougères de Villandry en 1821. Édouard Arbaud l'achète en 1850 et le lègue à son fils Paul. En 1884, celui-ci en fait "l'Arbaudenco", siège de l'Académie des sciences, agriculture, arts et belles-lettres d'Aix, d'une bibliothèque et d'un musée de la faïence ouvert au public en 1918. |       |
| Hôtel d'Arbaud-Jouques                                                                                                   | 19, cours Mirabeau                           | |       |
| Palais de l'Archevêché                                                                                                   | Place des Martyrs-de-la-Résistance           | |       |
| Hôtel d'Arlatan | 24, rue de l'Opéra                           | Construit au XVIIe siècle pour les Arlatan de Montaud, barons de Lauris, passé ensuite aux Bonault Lubières, puis aux Bonnecorse. Façade de la seconde moitié du XVIIIe siècle. Au rez-de-chaussée, boudoir aux gypseries attribuées à Thomas Lainé. La porte d'entrée se trouve au musée des arts décoratifs de Lyon. |       |
| Hôtel de Bézieux | 8, rue Mazarine                              | Construit à la fin du XVIIe siècle pour Alphonsine de Rissy. Façade de style Louis XVI. Acheté en 1712 par Balthazar de Bézieux, magistrat à Aix. |       |
| Hôtel de Boadès | 8, place Jeanne-d'Arc                        | Construit dans la première moitié du XVIIe siècle. Blanche d’Estienne de Saint Jean a légué l’hôtel de Boades à la ville d’Aix-en-Provence. |       |
| Hôtel de Boisgelin | 11, rue du 4-Septembre                       | Construit vers 1650 par les architectes Pierre Pavillon et Jean-Claude Rambot pour les parlementaire Louis Blanc de Mondespin. Il a acquis la parcelle sur laquelle il a bâti son hôtel par un échange avec l'imprimeur Jean Roize, le 5 juillet 1659. Les maîtres maçons Jean Jaubert et François Lieutaud se sont engagés à faire les travaux de maçonnerie et de décoration des façades de l'hôtel. L'ouvrage de serrurerie est confié à Jean Pic, le 6 octobre 1659. L'hôtel est pratiquement achevé deux ans plus tard. Acheté à la fin du XVIIe siècle par Pierre Joseph de Laurens, marquis de Brue. Il est passé par les femmes à une branche de la famille de Boisgelin. Le vestibule d'entrée a été modifié en 1750 par l'architecte Georges Vallon. |       |
| Hôtel de Boisson | 67, cours Mirabeau                           | Construit en 1672 par Jean Jaubert pour Honoré de Boisson. La façade est remaniée en 1730. |       |
| Hôtel de Bompard ou Hôtel de François Barthélemy                                                                         | 12, rue Fauchier                             | Construit en 1576 par Bompard, conseiller au parlement d'Aix. Il est remanié en 1649 par François Barthélemy, consul d'Aix. |       |
| Hôtel Bonnet | 19, rue des Épinaux                          | Construit en 1634 par J. Bonnet, audiencier au parlement d'Aix. Escalier avec une abondante décoration florale réalisée par le gypsier J. Borrel. |       |
| Hôtel Bonnet de la Beaume                                                                                                | 2, rue Goyrand                               | |       |
| Hôtel Borrilli | 2, rue des Brémondi                          | Reconstruit en 1606 par Louise Mérindol, veuve du notaire N. Borrilli. Boniface Borrilli y avait installé son riche cabinet d'œuvres d'art. |       |
| Hôtel Boyer d'Éguilles                                                                                                   | 6, rue Espariat                              | |       |
| Hôtel Boyer de Fonscolombe ou Hôtel de Saporta ou Hôtel de Régusse                                                       | 21, rue Gaston de Saporta                    | Construit en 1650 pour Charles de Grimaldi, marquis de Régusse, baron de Roumoulès. |       |
| Hôtel de Brancas | 2, petite rue Saint-Jean                     | Propriété de Nicolas de Brancas au XVe siècle, puis des Rolland de Rauville du XVIe siècle au XVIIIe siècle. |       |
| Hôtel de Cabanes | 13 rue Goyrand                               | Construit au XVIIIe siècle pour Balthazar Melchior de Cabanes, baron de Viens, conseiller au parlement d'Aix. |       |
| Hôtel de Cabre ou de Belcodène                                                                                           | 42, rue Victor Leydet                        | Construit à la fin du XVIIIe siècle pour le président de Cabre, seigneur de Belcodène. Il est ensuite passé aux d'Estienne de Saint-Jean. |       |
| Hôtel de Carcès | 12, rue Émeric David                         | Construit vers 1590 pour Jean Guesnay, trésorier général de France. Il est passé en 1612 à la famille Carcès. En 1660, François de Simiane, comte de Carcès, a reçu dans son hôtel les nièces de Mazarin pendant le séjour de Louis XIV à Aix. L'hôtel est vendu en 1662 à Pierre de Coriolis. La famille l'a gardé jusqu'à la fin du XVIIIe siècle. L'hôtel a appartenu au conseiller d'État Ambroise Mottet, premier maire d'Aix après la révolution de 1830. |       |
| Hôtel de Carondelet ou Hôtel de Joursanvault-Mareilles ou Hôtel Ruffo de Bonneval de La Fare ou Hôtel de Grignan         | 17, rue Cardinale                            | Construit en 1670 pour Philippe Emmanuel de Carondelet, baron de Talan. Il passe au marquis de La Fare, seigneur de Bonneval, avant la Révolution. Il est acquis par le comte de Grignan, en 1848, avant d'être acquis par les Joursanvault-Mareilles. L'hôtel possède à l'intérieur un décor en bois sculpté doré et de gypseries d'époque Louis XV. |       |
| Hôtel de Castillon ou Hôtel Boyer de Bandol ou Hôtel de Bruny de La Tour d'Aigues ou Hôtel d'Albertas ou Hôtel de Grasse | 23, rue Roux-Alpheran                        | Construit au XVIIIe siècle pour François de Boyer, seigneur de Bandol qui l'a vendu à François de Bruny, baron de La Tour d'Aigues. Il passe ensuite au comte de Grasse. |       |
| Hôtel de Caumont | 3, rue Joseph Cabassol                       | |       |
| Hôtel du Chaine | 13, rue Pierre et Marie Curie                | Appartient au XVIe siècle au président Louis de Chaine. Porte du XVIIIe siècle. |       |
| Hôtel de Châteaurenard                                                                                                   | 19, rue Gaston de Saporta                    | |       |
| Hôtel de Clapiers ou Hôtel de Thomassin ou Hôtel de Brancas                                                              | 26, rue Vauvenargues                         | L'immeuble est acquis en 1479 par Nicolas de Clapiers, seigneur de Pierrefeu. La maison est achetée en 1632 par Alexandre de Thomassin, seigneur d'Aynac. Luc de Clapiers, marquis de Vauvenargues y est né le 5 août 1715. |       |
| Hôtel de Coriolis de Rousset ou Hôtel de Garnier                                                                         | 15, rue Cardinale                            | Construit au XVIIIe siècle pour les Coriolis. Il appartient au XIXe siècle aux Giraud d'Agay, puis aux Aubert. Façade du XVIIIe siècle. |       |
| Hôtel de Cormis | 15, rue Épinaux                              | Maison achetée en 1534 par Pierre de Cormis. Belle porte du XVIIe siècle. |       |
| Hôtel de Courtès, | 36, cours Mirabeau                           | Construit vers 1650 pour Joseph Courtès, avocat. Acheté en 1736 par Antoine de Laugier, seigneur de Saint-André. |       |
| Hôtel Daret | 29, rue Cardinale                            | Construit au milieu du XVIIe siècle. Propriété de Jean Daret, peintre, qui l'a vendu de son vivant. Façade remaniée au XVIIIe siècle. |       |
| Hôtel Dedons de Pierrefeu ou Hôtel de Châteauneuf ou Hôtel de Guillebert                                                 | 14, rue Mazarine                             | Propriété des Châteauneuf au XVIIe siècle. Il est reconstruit au XVIIIe siècle par Esprit Dedons de Pierrefeu, maréchal des Camps et Armées du Roi. Il a logé l'archiduc Ferdinand d'Autriche, frère de Marie-Antoinette, et son épouse Marie-Béatrice d'Este, en 1783 et 1784. Il est vendu en 1803 à la comtesse de La Tour du Pin qui l'a cédé en 1841 à Louis de Clapiers. Le baron Hippolyte Guilibert de la Lauzière, félibre, secrétaire perpétuel de l'Académie d'Aix, l'a acheté dans la seconde moitié du XIXe siècle. |       |
| Hôtel Dugrou | 25, rue Roux-Alphéran                        | Construit au début du XVIIe siècle par André Georges Dugrou, trésorier général des États de Provence, puis receveur des domaines. Il est vendu vers 1746 à Antoine de Palerme, trésorier général du pape en Avignon. Sa fille, Jeanne, a épousé Jean Esprit d'Albert, président à la Cour des comptes de Provence. Les d'Albert l'ont habité jusqu'en 1809. |       |
| Hôtel Du Perrier | 1, place des Prêcheurs                       | Immeuble est habité au XVe siècle par Jean Martin, seigneur de Puyloubier, conseiller du roi René. L'immeuble est acheté vers 1500 par la famille Simiane Caseneuve, qui l'a cédé, en 1511, à Gaspard Du Périer, qui possédait un cabinet de curiosités. La façade est remaniée au XIXe siècle. |       |
| Hôtel d'Entrecasteaux ou Hôtel de Boniface-Leydet ou Hôtel d'Isoard de Vauvenargues                                      | 10, cours Mirabeau                           | Construit en 1710 pour François Boniface-Laidet, sieur de Peynier, conseiller au parlement. Il est vendu en 1751 à Gaspard de Gueydan, puis, en 1761, à Jean Baptiste Bruni, marquis d'Entrecasteaux, président à mortier. Il est acquis en 1810 par le cardinal Joachim-Jean-Xavier d'Isoard. Dans la nuit du 30 au 31 mai 1784, Angélique Pulchérie de Castellane-Sait-Juers y est assassinée par son mari. |       |
| Hôtel d'Entrechaux | 32, cours Mirabeau                           | Construit vers 1650 par le procureur Garnier. Il appartient à la marquise de Tulles de Villefranche à la veille de la Révolution. Il est habité par le baron d'Entrechaux sous le Second Empire. La façade a été remaniée. Les boiseries de la porte sont d'époque Louis XVI. |       |
| Hôtel d'Espagnet | 6, rue de Littera                            | Construit au XVIIe siècle pour la famille d'Espagnet. L'hôtel a servi d'école de garçons au début du XXe siècle. |       |
| Hôtel d'Estienne d'Orves ou Hôtel de Margallet ou Hôtel de Miollis                                                       | 27, cours Mirabeau                           | Construit au XVIIe siècle pour la famille des Margalet, conseillers à la Cour des comptes. Il passe aux Maurellet. Il est acheté par le marquis de La Roquette au XVIIIe siècle. Il est arraché de son lit le matin du 13 décembre 1790 et pendu au réverbère devant son hôtel sur ordre de l'abbé Jean-Joseph Rive. L'hôtel est transformé en auberge au XIXe siècle qui a accueilli le roi d'Espagne Charles IV. Il est ensuite redevenu un hôtel particulier acheté par la famille d'Estienne de Saint-Jean. Sous Louis-Philippe et le Second Empire, le rez-de-chaussée abrite le Cercle constitutionnel. La confiserie Brémond s'y installe en 1855. L'hôtel est acquis par une société commerciale au XXe siècle et a fait déclasser l'hôel. La façade a été entièrement remaniée. |       |
| Hôtel d'Estienne-de-Saint-Jean                                                                                           | 17, rue Gaston de Saporta                    | Construit vers 1671. |       |
| Hôtel d'Estienne de Saint Jean de la Salle                                                                               | 29, rue Gaston de Saporta                    | Construit au début du XVIIe siècle par Jean d'Estienne, marié à Jeanne Leblanc. Vers 1625, François Leblanc s'est marié avec Françoise d'Estienne, fille de Jean d'Estienne. |       |
| Hôtel de Félix du Muy | 31, rue des cordeliers                       | L'hôtel a appartenu à Joseph de Périer, marquis de Flayosc, dans la seconde moitié du XVIIe siècle, puis à la famille du Muy. Architecture du XVIIIe siècle. |       |
| Hôtel de Félix du Muy ou Hôtel Joseph Honoré                                                                             | 9, rue Goyrand                               | Construit vers 1673 pour Jean-Baptiste de Félix, marquis du Muy, conseiller au parlement, devenu en 1735 sous-gouverneur du dauphin, fils de Louis XV. L'hôtel appartient ensuite aux Deydier-Curiol, seigneur de Mirabel, vers 1800. Il est vendu en 1850 à François Fémicien Ronco Roche de l'Étang et à sa demi-sœur Alexandre Baptistine-Claire de Castellane, marié à Louis Xavier de Meyran de Lagoy. Façade du XVIIIe siècle. |       |
| Hôtels Ferrier et Cundier                                                                                                | 61 et 63, cours Mirabeau                     | Hôtels jumeaux construits à la fin du XVIIe siècle pour l'orfèvre François Ferrier et le géomètre Balthazar Cundier. Les commerces ont fait disparaître les façades du rez-de-chaussée. |       |
| Hôtel de Foncuberte ou Hôtel d'Arnette ou Hôtel de La Charlonny                                                          | 10, rue Frédéric Mistral                     | Construit au XVIIe siècle et remanié au XVIIIe siècle. Transformé en copropriété. |       |
| Hôtel de Forbin | 20, cours Mirabeau                           | César de Milan, seigneur de Cornillon et de Confoux, a acheté une place à bâtir le 31 janvier 1656. Les travaux ont commencé le jour même. Le prix-fait des travaux de maçonnerie est passé aux maîtres maçons Joseph et Pierre Ramus. le 1er février 1656. Le même jour est passé le prix-fait de gypserie à Joseph Jaubert et François Lieutaud. Les travaux de menuiserie sont confiés à Augustin Reynaud le 3 février. Les travaux de serrurerie sont attribués à Melchior Senes le 5 février. Victor Pouchain fournit des tuiles le 7 février. Le maître maçon Jacques Fauquier s'est engagé à construire un puits. Le 6 mai 1658, les maîtres gypiers Honoré Laugier et Jean Lieutaud se sont engagés à effectuer le blanchiment des murs. À la mort de son mari, la marquise de Piolenc a continué les travaux. Le 20 février 1668 elle passe le prix-fait pour la construction des écuries aux frères Mathieu et Michel Maurin. Elle confie au sculpteur Jean-Louis Michel la décoration de plafonds le 18 avril 1673. Son fils, Claude de Milan (1644-1679), épouse en 1672 Gabrielle de Forbin de la Roque, marquise de la Roque, riche héritière. Leurs fils et petit-fils ont conservé le nom de Forbin. Ils ont été grands sénéchaux de Provence. Le dernier n'a eu que des filles. L'aînée, Françoise Marthe Milan-Forbin de la Roque, a épousé en 1765 son cousin, le marquis Gaspard de Forbin-La Barben (1739-1793) qui est guillotinée à Lyon en 1793. En 1935, le Crédit Lyonnais occupe le rez-de-chaussée. |       |
| Hôtel Palamède de Forbin                                                                                                 | 10, rue Thiers                               | Propriété au XVIe siècle de Palamède de Forbin. Plus tard au XVIe siècle, propriété des d'Agoult, vendu au XVIIIe siècle aux Roumégas. Façade du XVIIe siècle. Un deuxième niveau a été ajouté au corps central à quatre travées de fenêtres au XIXe siècle. Les deux ailes latérales sont à trois niveaux avec deux travées de fenêtres. |       |
| Hôtel de Foresta ou Duranti-La Calade                                                                                    | 11, rue Mignet                               | Construit en 1586 par l'architecte Babeau et le gypsier Isnar La façade a été remaniée au XIXe siècle.d Pocard pour J. A. Foresta, baron de Trets, premier président au parlement. Il est ensuite propriété des Duranti-La Calade. Façade remaniée au XIXe siècle. |       |
| Hôtel de Foresta ou Hôtel de Pigenat                                                                                     | 17, rue du Quatre-septembre                  | Construit au XVIIe siècle pour la famille Pigenat. Il devient la propriété des Foresta entre 1811 et 1852, puis à la famille de Bresc. Il est revenu aux Foresta après la Première Guerre mondiale. |       |
| Hôtel de Fortis | 16, rue Matheron                             | Construit à la fin du XVIIe siècle. |       |
| Hôtel de Gailhard ou Hôtel Traversery                                                                                    | 34, cours Mirabeau                           | Construit en 1650 pour la famille Traversery et vendu aussitôt à l'avocat Noël Gailhard. Acheté en 1713 par Bernardin Barlatier. |       |
| Hôtel de Gaillard d'Agoult ou Hôtel de Lavison                                                                           | 24, de la Place des Martyrs de la Résistance | Construit en 1780 pour Louis Gaillard d'Agoult. Par la suite propriété de la famille Lavison. |       |
| Hôtel de Gaillard-Longjumeau                                                                                             | 27, rue Verrerie                             | Propriété des Isnard au XVIe siècle. L'hôtel est acheté en 1622 par Pierre de Gaillard, conseiller du roi, contrôleur ordinaire et provincial de guerre. La famille Gaillard a conservé l'hôtel jusqu'en 1771. Il est alors vendu aux enchères et acheté par J. Féraud. Magdeleine de Gaillard, mariée à Gaspard de Venel, gouvernante des nièces de Mazarin, est née dans cet hôtel. |       |
| Hôtel de Galice | 10, rue Pierre et Marie Curie                | Pour Jean-Baptiste Gloton, Roux-Alphéran a identifié à tort cet hôtel comme étant celui de la famille de Galice au XVIIe siècle qui devait habiter au no 12. Le no 12 est attribué à la famille Thomassin de Peynier. L'hôtel possède une belle cage d'escalier à décor de gypseries. |       |
| Hôtel de Gallifet | 15, rue Goyrand                              | Construit au début du XVIIIe siècle pour Jean Léon de Léotard, seigneur d'Entragues. Il est passé par le mariage de sa petite-fille à la famille Gallifet, seigneurs du Tholonet. Façade du XVIIIe siècle d'un style sévère. |       |
| Hôtel de Gantès | 53 bis, cours Mirabeau                       | François de Gantès, seigneur de Valbonnette, procureur général du Parlement d'Aix, rachète en 1660 l'auberge "Le Cheval Blanc" pour la démolir et construire son hôtel particulier. Son fils Jean-François de Gantès qui hérite de la bâtisse en 1697. Il fait terminer la décoration intérieure. Louis-Henri de Gantès en hérite en 1716 et la vend à Marc Antoine d'Albert du Chaine, Marquis de Fox Amphoux. L'hôtel est acheté par le marchand Jaubert en 1742 qui le revend en 1750 à Guion, gestionnaire du Grand Cercle d'Aix. En 1823, le fils de monsieur Guion vend les lieux à monsieur Guérin qui le transforme pour en faire un café populaire. Sous Louis-Philippe, l'hôtel est acheté par deux garçons de café, d'où le nom Les Deux Garçons donné à l'établissement. Sous le Second Empire il abrite le Cercle de Provence, un rendez-vous des artistes. |       |
| Hôtel de Garidel-Thoron                                                                                                  | 12, rue d'Italie                             | Construit vers 1650 pour Pierre Garidel. Hôtel remanié au XVIIIe siècle et au XIXe siècle. |       |
| Hôtel de Gassendi | 44, cours Mirabeau                           | L'hôtel a été construit en 1647 pour Prosper Gassendi, en même temps que l'hôtel Perrin. La façade de l'hôtel a été modifiée à une date non connue, mais dont le style permet de la dater aux années 1760. Les décors des sculpteurs sur plâtre Antoine Babeau et Jean-Louis Michel ont disparu au XVIIIe siècle. L'hôtel est passé à la famille d'Adaoust. Entre 1777 et 1790, l'hôtel a été habité par les trois derniers commandants en chef en Provence, le marquis de Vogüé, le comte de Thiard de Bissy et le comte de Caraman. |       |
| Hôtel Gassier ou Guiran de la Brillanne                                                                                  | 10, rue Mignet                               | Construit au XVIIIe siècle pour la famille Gassier. Vendu ensuite aux Guiran de La Brillanne, puis à Jean Augustin de Rémusat, avocat général à la cour des comptes en 1782. Il est acheté en 1810 par François Sallier, maire d'Aix-en-Provence. L'hôtel possède une porte Régence et l'intérieur est décoré de gypseries dans l'escalier, le salon et le boudoir, probablement réalisées par Desemery. |       |
| Hôtel de Gastaud ou Hôtel de Foresta ou Hôtel de Montéty                                                                 | 37, rue Cardinale                            | À la fin du XVIIe siècle, Jean de Gastaud, conseiller à la cour des comptes, a fait construire deux hôtels semblables au 37 et 39 rue Cardinale. L'hôtel au no 37 a été habité par les descendants de Jean Gastaud avant qu'il soit vendu aux Foresta. L'hôtel jumeau au no 39 a été vendu en 1712 aux Ravel. |       |
| Hôtel de Gaufridi | 1, rue Aude                                  | L'hôtel a été construit au XVIIe siècle par une famille consulaire. Jean-François de Gaufridi (1622-1689), chevalier, baron de Trets, conseiller du Roi en la Cour de parlement d'Aix, historien auteur de l'Histoire de la Provence, a habité cet hôtel. Son fils Jacques a vendu l'hôtel en 1741. |       |
| Hôtel de Glandevès | 5, rue de Littera                            | Construit en 1618 pour Gaspard de Glandevès. Façade du XVIIIe siècle. |       |
| Hôtel de Gras | 3, place des Prêcheurs                       | Appartient au XIVe siècle à Jean Martin, seigneur de Puyloubier. Il appartient au XVIIIe siècle à la famille Arnaud de Rousset au XVIIIe siècle qui le vendit en 1716 à Jean de Mayol, conseiller à la cour des comptes. En 1766, l'hôtel passe à son petit-neveu, Honoré de Gras, conseiller au parlement. L'hôtel possède des boiseries sculptées par Jean Baptiste Saurin. Au rez-de-chaussée se trouve un boudoir avec des gypseries. |       |
| Hôtel de Grégoire | 55, rue Émeric David                         | Construit au XVIIIe siècle pour la famille Grégoire. Gaspard Grégoire (1714-1795), son premier propriétaire, est l'auteur de Explication des cérémonies de la Fête-Dieu publié à Aix en 1777. Il a eu trois enfants, Louis Denis, secrétaire de la musique de l'empereur et maître de chapelle de Louis XVIII, Gaspard qui a inventé en 1751 un procédé permettant d'exécuter des portraits et des tableaux en velours, Paul Pierre, peintre. |       |
| Hôtel de Grimaldi-Régusse                                                                                                | 26, rue de l'Opéra                           | |       |
| Hôtel Guérin du Castelet                                                                                                 | 1bis, rue Aude                               | Construit dans la seconde moitié du XVIIe siècle pour la famille Guérin. Alexandre de Guérin, conseiller au parlement d'Aix le possède à la fin du XVIIe siècle. |       |
| Hôtel Guiran de la Brillanne ou de Hôtel de Fonvert                                                                      | 2, rue de Littera                            | Construit au début du XVIIIe siècle. |       |
| Hôtel de Gueydan | 22, cours Mirabeau                           | Construit en 1648 pour Martin Eyguesier, avocat à la cour. Il est vendu en 1679 à la famille Sextius d'Arlatan-Montaux, avant d'être acheté en 1681 par Pierre de Gueydan. Il est encore occupé en 1880 par la marquise de Gueydan. Le troisième étage est probablement un ajout du XIXe siècle. |       |
| Hôtel du Chevalier Hancy                                                                                                 | 23, cous Mirabeau                            | Construit en 1650 par la famille Pontevès qui n'a aucun lieu de parenté avec les de Pontevès. Un de ses membres, le procureur Pontevès, a été condamné à mort en 1659. Il est ensuite passé aux Michaelis, seigneurs du Seuil, puis aux Hancy, probablement d'origine niçoise. Ils l'ont vendu en copropriété. La façade a été remaniée au XVIIIe siècle. |       |
| Hôtel de La Chateigneraie                                                                                                | 13, rue Victor Leydet                        | Construit à la fin du XVIIe siècle par Arnould Marin, né à Paris en 1630, seigneur de la Chateigneraie, président du parlement d'Aix. Il faisait des impertinences contre le parlement qui ont entraîné des plaintes qui sont allées jusqu'au roi. Il a dû se démettre de ses fonctions et s'est retiré à Paris. Après son départ, l'hôtel a été acheté par les Grimaldi-Régusse qui l'ont cédé au XVIIIe siècle aux Saqui, seigneurs de Collobrières et barons de Sannes. |       |
| Hôtel de Lagoy, | 3, rue Goyrand                               | Construit à la fin du XVIIIe siècle pour Henri de Reboul-Lambert, conseiller à la cour des comptes. Son petit-fils, Pierre-François-Xavier de Reboul de Lambert, évêque de Saint-Paul-Trois-Châteaux, y est né ainsi que son arrière-petit-fils, Joseph Pisani de La Gaude, évêque de Vence. Il passe aux Castellane-Majastre avant la Révolution. Il est acquis par le marquis de Lagoy en 1812. Façade de style Louis XVI. |       |
| Hôtel Leblanc de Castillon                                                                                               | 21, cours Mirabeau                           | C'est la moitié de l'ancien hôtel de Séguiran achetée par Laugier de Beaurecueil. Il l'a faite démolir pour construire l'hôtel actuel au milieu du XVIIIe siècle. L'autre moitié a permis de construire l'hôtel d'Arbaud de Jouques. Il a été vendu aux Truphème qui l'ont vendu en 1779 à Leblanc de Castillon, procureur général. Façade Louis XV. |       |
| Hôtel de l'Enfant | 25, rue Portalis                             | Pierre de Cormis, avocat général au parlement d'Aix, magistrat rigide, habitait cet hôtel au début du XVIIe siècle. Son fils, Louis de Cormis, avocat général au parlement, puis président à mortier, est devenu marquis de Brégançon, seigneur de Beaurecueil et de Roques Hautes. Compromis dans la sédition de la Saint-Valentin, il a été emprisonné, puis exilé à Caen avant de revenir à Aix. La famille L'Enfant a acquis l'hôtel en 1664. Joseph L'Enfant l'a vendu aux Gallifet, seigneurs du Tholonet. Il est ensuite occupé par les Arnaud, seigneurs de Rousset, qui l'ont vendu en 1768 à la veuve de Pierre de Robineau de Beaulieu, commissaire des guerres, un des fondateurs de l'Académie de Marseille. |       |
| Hôtel de Lestang-Parade ou Hôtel d'Antoine                                                                               | 18, rue de l'Opéra                           | Construit vers 1650 par les architectes Pierre Pavillon et Jean-Claude Rambot pour Jean-Louis Antoine, conseiller à la cour des comptes. Olympe Mancini, comtesse de Soisson, y a résidé pendant le séjour de Louis XIV à Aix. Il est acheté par les Piolenc au XVIIIe siècle avant de passer à Antoine Joseph de Lestang Parade, en 1762. Au rez-de-chaussée, une grande pièce avec alcôve qui servait de théâtre au XVIIIe siècle. Le plafond peint représentant l'amour et la folie est attribué au peintre Daret. |       |
| Hôtel Lieutaud | 32, rue Cardinale                            | Construit au XVIIe siècle. Joseph Lieutaud, médecin de Louis XVI, y est né. |       |
| Hôtel de Littera | 7, rue de Littera                            | Construit au XVIIe siècle pour Guillaume de Littera, prévôt de la cathédrale Saint-Sauveur. Porte de style Louis XIV. L'hôtel possède deux beaux salons et un curieux boudoir.D'après Jean Pourrière, le sous-sol de l'hôtel possède de grandes dalles possède de grandes dalles qui ont appartenu à la voie Aurélienne. |       |
| Hôtel Lyon de Saint Ferréol,                                                                                             | 42, cours Mirabeau                           | Construit par Pierre Maurel pour un de ses fils après un bail emphytéotique du 7 février 1654. Le prix fait de construction est passé aux maîtres maçons Jean Jaubert et Laurent Vallon le 22 décembre 1662. Le fils de Pierre Maurel l'a vendu en 1704 à Joseph Lyon de Saint-Ferréol qui l'a modifié en 1774. Il est acheté en 1768 par Reinaud de Fontvert. Il est vendu au chocolatier Giraud-Ginesy en 1818. |       |
| Hôtel de Maliverny, | 33, rue Émeric David                         | Construit au début du XVIIe siècle par la famille Antelmy de La Cépède. L'hôtel est acquis vers 1650 par la famille de Maliverny, originaire de Cotignac (Var). Nicolas de Maliverny est reçu le 20 août 1655 conseiller à la cour des comptes, office de son père. Il a entrepris de transformer l'hôtel et d'embellir sa décoration. Son fils, Jean-Baptiste de Maliverny est reçu conseiller le 24 octobre 1690 et président à mortier le 14 février 1702. Il a terminé les travaux dans l'hôtel. Au premier étage, le plafond peint à voussures de la salle à manger datant de 1680 pourrait être dû à Rodolphe Ziegler. Le décor du grand salon d'influence parisienne a été réalisé entre 1705 et 1715. Joseph-Claude de Maliverny a reçu de son père la charge de président à mortier le 16 mars 1731. Il s'est marié à Henriette de Simiane dont il a eu une fille unique Anne Gabrielle de Maliverny. Elle a épousé en 1751 Emmanuel Anne Louis de Covet, marquis de Marignane, dont est issue Émilie de Covet de Marignane. Elle s'est mariée en 1772 avec Honoré-Gabriel Riqueti de Mirabeau. Ils ont divorcé après un procès, en 1783. Anne Gabrielle de Maliverny a hérité de son père l'hôtel de Maliverny. Elle l'a loué en 1801 à Madame de Pinczon, fondatrice de la Congrégation de Saint Thomas de Villeneuve. Après la mort de la marquise de Covet, en 1822, l'hôtel est vendu à Madame Icard qui l'a légué à sa nièce, Madame Tavernier. Cette dernière à vendu l'hôtel en 1919 à Louis Hippolyte Casse, négociant d'huile. Il s'est installé au rez-de-chaussée de l'hôtel en faisant disparaître les décors qui l'encombraient. Le premier étage a conservé son décor d'origine. Il a fait bâtir un corps de bâtiment devant l'ancienne porte. Les étages sont ensuite occupés en copropriété. Le rez-de-chaussée a été utilisé par différents commerces. |       |
| Hôtel Margalet de Luynes, ou Hôtel Gantelmi d'Ille                                                                       | 6, cours Mirabeau                            | Hôtel construit à partir de 1710 pour Antoine de Margalet, seigneur de Luynes, sur une terrain ayant appartenu au conseiller d'Albert. Il est acheté au milieu du XVIIIe siècle par les Lombard du Castellet. L'hôtel est revenu aux d'Albert après la Révolution. Michel d'Albert, seigneur de Saint-Hippolyte, est reçu président à mortier du parlement en 1782. L'hôtel est vendu à sa mort, en 1821, à Félicien Agard. Son héritière, Madame Ducros-Agard l'a vendu au marquis de Gantelmi d'Ille, félibre. |       |
| Hôtel de Marignane ou Hôtel d'Albert                                                                                     | 12, rue Mazarine                             | Construit vers la fin du XVIIe siècle par François et Marc-Antoine d'Albert. L'hôtel est vendu vers 1745 à Joseph-Marie de Covet, marquis de Marignane. |       |
| Hôtel de Matheron | 6, rue Matheron                              | Étienne Matheron a acquis une maison en 1349 qui est restée dans la famille pendant 500 ans. Elle est habitée au XVIIIe siècle par Louis de Raousset et Pierre de Guérin du Castelet, président à la cour des comptes. |       |
| Hôtel Maurel de Pontevès, ou hôtel d'Espagnet                                                                            | 38, cours Mirabeau                           | En 1645, Pierre Maurel s'est marié pour la troisième fois avec Diane de Pontevès. Profitant de ses bonnes relations avec Michel Mazarin, archevêque d'Aix, Pierre Maurel a acquis un terrain dans les anciens prés de l'archevêché. Il vend le lot central du terrain à Esprit d'Arnaud qui y construit l'hôtel de Suffren. Sur le lot oriental il fait construire l'hôtel Saint-Ferréol pour un de ses fils. Le 4 janvier 1648, il entreprend la construction de l'hôtel. En 1648, les contrats sont passés avec Jean Jaubert, maître maçon, Jean Durand et Honoré Bourgarel, maîtres menuisiers, Antoine Babeau, maître gypsier et sculpteur, Michel Serres, serrurier. La construction des fondations est faite avec l'aide Jean Lombard. Pierre Pavillon remanie l'hôtel en 1651. Les deux atlantes encadrant la porte d'entrée sont réalisés par Jacques Fossé en 1654. Le peintre Jean Daret a participé à la décoration des plafonds. La réalisation de l'hôtel a coûté 45 000 livres. Pour montrer sa réussite, Pierre Maurel a acheté à son neveu par alliance François de Pontevès la terre et la seigneurie de Pontevès pour 159 000 livres. Il se fait alors appelé Maurel de Pontevès. Il a acquis deux autres seigneuries, celles de Volonne et de Châteauneuf, et obtenu la noblesse héréditaire. En 1653, il est nommé à la charge de trésorier des États de Provence. La Grande Mademoiselle a résidé dans l'hôtel pendant le séjour à Aix de Louis XIV, en 1660. Il meurt en 1672 en laissant une fortune de 2 039 345 livres qui a été répartie entre ses dix-huit enfants après un procès qui a duré jusqu'en 1728. Son fils Pierre de Maurel, conseiller au parlement, a hérité de l'hôtel en 1688, qui l'a laissé à son fils, Étienne Martin, mort sans héritier mâle en 1770. L'hôtel est alors passé à sa fille Marie-Laure-Pauline-Séraphine Maurel de Volonne Châteauneuf mariée le 19 février 1748 à un de ses cousins, Jean-André-François-Xavier-Casimir de Maurel de Mons Villeneuve, descendant d'Antoine Maurel, frère de Pierre Maurel de Pontevès. Ayant émigré, l'hôtel est saisi. Il est mort à Turin, le 25 avril 1784. Il a été amnistié le 17 brumaire de l'an 11 et son fils aîné, Bazilien Maurel de Calissanne a repris possession de l'hôtel et l'a conservé jusqu'à sa mort, en 1831. Sans héritier mâle, l'hôtel est revenu à sa fille Alexandrine-Laurence-Denyse-Agathe Maurel de Mons de Calissanne qui s'est mariée en 1814 à Adolphe Espagnet. En 1851, l'hôtel est revenu au marquis Casimir d'Espagnet. Dès 1826, l'hôtel est partiellement loué. La petite-fille de la marquis d'Espagnet, mademoiselle de Salmard, a hérité de l'hôtel. Jeanne-Paule Sicard a acheté l'hôtel en 1936. Il est acquis en 1940 par François Spoerry, architecte urbaniste, déporté à Buchenwald en 1942. Occupé par les Allemands, il est restitué à la Libération à François Spoerry. L'hôtel Maurel de Pontevès est acheté par la ville d'Aix-en-Provence le 26 juillet 1950 qui le loue. |       |
| Hôtel Maynier d'Oppède                                                                                                   | 23, rue Gaston de Saporta                    | D'après André Bouyala d'Arnaud, reprenant l'affirmation de Scholastique Pitton, il écrit que l'archevêque d'Aix Arnaud de Barchesio a échangé une maison lui appartenant près de l'église Saint-Sauveur contre la maison du prévôt de Saint-Sauveur qui se trouvait à l'emplacement actuel du palais archiépiscopal, vers 1331. Cette affirmation est critiquée car il n'y a pas d'archevêque d'Aix s'appelant Arnaud de Barchesio. Les prévôts ont occupé cette maison jusqu'à sa vente, en 1490, à Accurse Maynier d'Oppède, juge-mage de Provence, puis ambassadeur de Louis XII à Venise. À son retour, en 1507, il occupe la charge de premier président du parlement de Provence. Son fils, Jean Maynier y est né. Par les femmes, l'hôtel est passé à une branche de la maison de Forbin qui ont pris le nom de Forbin d'Oppède. Henri de Forbin-Maynier en a été un propriétaire. Il est acheté en 1730 par les Thomassin, marquis de Saint-Paul, parlementaires. La façade a été réalisée entre 1740 et 1760. À la mort du dernier Thomassin, en 1781, il est acquis par Jean-Baptiste d'Estienne du Bourguet, baron de Saint-Estève, conseiller au parlement. La faculté des lettres s'y est installée en 1846, jusqu'en 1950. |       |
| Hôtel Mayol de Saint-Simon                                                                                               | 5, rue Espariat                              | Façade datant du XVIIIe siècle. Anne Angélique Pazeri de Thorame, veuve de Jean-Baptiste Louis Alexandre de Mayol, capitaine au régiment de Vermandois. Dans la nuit du 30 au 31 mai 1784, Jean Baptiste de Bruni d'Entrecasteaux, amoureux d'Anne Angélique, a tranché la gorge de son épouse Angélique Pulchérie de Castellane-Saint-Juers, marquise d'Entrecasteaux, dans l'hôtel d'Entrecasteaux. |       |
| Hôtel de Mazenod | 53, cours Mirabeau                           | L'hôtel appartenait au teinturier Chantre, d'après Ambroise Roux-Alphéran. Vers 1730, l'hôtel est vendu à Antoine Laugier, seigneur de Saint-André. Sa fille unique, Félicité-Ursule de Laugier, s'est mariée en 1743 avec Charles-Alexandre de Mazenod, officier des mousquetaires, devenu président à la cour des comptes, puis président à mortier au parlement. Quatre fils sont nés de ce mariage. Charles-Antoine est né dans cet hôtel en 1745. Il s'est marié avec Mademoiselle de Joannis dont il a eu Eugène de Mazenod, évêque de Marseille. Charles-Fortuné de Mazenod lui aussi né dans cet hôtel en 1749, a été évêque de Marseille. Eugène de Mazenod a vendu l'hôtel pendant le règne de Louis-Philippe à Roman de Tributiis. La façade a été refaite au XIXe siècle et au XXe siècle. |       |
| Hôtel Meyronnet de Châteauneuf                                                                                           | 7, rue Clémenceau                            | Construit au XVIIe siècle pour Philippe de Meyronnet, conseiller à la cour des comptes. |       |
| Hôtel Meyronnet de Saint-Marc                                                                                            | 18, cours Mirabeau                           | Construit en 1656 pour Esprit Blanc, seigneur de Ventabren. Par les femmes, l'hôtel est passé aux Meyronnet de Saint-Marc, en 1777. |       |
| Hôtel de Michaelis | 11, rue Gaston de Saporta                    | Façade avec porte de style XVIIe siècle. L'hôtel a été habité par Sauveur Michaelis, chevalier de Malte, seigneur baron de Martialis, conseiller au parlement, a vécu dans l'hôtel à la fin du XVIIe siècle. |       |
| Hôtel François de Michel                                                                                                 | 13, rue des Épinaux                          | Maison de Jacques de Viany, trésorier général de France, en 1666. L'hôtel appartient à Louis Balthazar de Gantès au milieu du XVIIIe siècle. Il le vend en 1775 à Louis Verdolin, procureur au parlement.En 1826, il passe par héritage à la famille de Miollis. Il est vendu en 1826 aux frères Valentin et Étienne Michel mariés aux deux sœurs de François-Auguste Mignet. |       |
| Hôtel de Mirabeau ou hôtel de Mougins-Roquefort                                                                          | 16, cours Mirabeau                           | Construit en 1656 pour Melchior Grognard, trésorier général de France. À sa mort, en 1688, l'hôtel est vendu à Alexandre Roux de Gaubert, conseiller au parlement, qui est ensuite nommé au parlement de Pau. Il passe alors à Antoine Constant, trésorier général. Il est acheté en 1736 par Jean-Antoine de Riqueti (1666-1737), marquis de Mirabeau, brigadier des armées du roi, marié à Françoise de Castellane-Norante (1685-1769). Il meurt dans l'hôtel le 27 mai 1737. Son fils, Victor Riquetti de Mirabeau a vendu l'hôtel en 1743 au conseiller Bouchet, seigneur de Faucon. Il est acquis en 1763 par Joseph Lyon, seigneur de Saint-Ferréol et de Pontevès, qui le garde jusqu'à sa mort, en 1798.? l'hôtel est acheté en 1820 par le baron de Fabry, président de la Cour royale. Son fils l'a revendu au premier président Rigaud, en 1860. Il passe ensuite à la famille des Mougins-Roquefort. |       |
| Hôtel de Montauron | 65, cours Mirabeau                           | L'hôtel a été construit en 1650 par la famille de Montauron. Il a ensuite appartenu aux Isoard de Chenerilles, aux Leblanc de l'Huveaune, aux Bérages en 1762. |       |
| Hôtel de Montigny | 7, rue Montigny                              | Ancienne maison des Fortis. Jean-Robert-Nicolas Lucas de Montigny, né à Rouen en 1747, sculpteur, élève de Pigalle, marié à Edmée Adélaïde Baignières (1750-1796). Cette dernière a eu un fils, Jean-Marie-Nicolas Lucas de Montigny (1782-1853), né d'une relation avec Honoré-Gabriel Riqueti de Mirabeau en 1782, qui a vécu avec Mirabeau et en a hérité. Les Lucas de Montigny se sont installés dans l'hôtel. |       |
| Hôtel de Monval | 24, rue Emeric David                         | Façade du XVIIIe siècle. L'hôtel a appartenu à Joseph Barlet, avocat à Aix, puis à la famille Fresse de Monval avant la Révolution. |       |
| Hôtel de Montvalon ou Hôtel d'Albert                                                                                     | 7, rue Goyrand                               | L'hôtel a été construit par François d'Albert, conseiller au parlement, sur un terrain qu'il avait acheté le 1er septembre 1683. Ce prix fait précise que l'architecte Jean Vallon stipule qu'il doit faire la taille des pierres et les ornements de la façade. Il a reçu l'autorisation de construire le 20 mai 1684. Il a confié la construction de l'hôtel à Jean Vallon et François Lieutaud le 16 novembre 1683 et demande à Joseph Michel de fournie tout le bois nécessaire, le 15 mai 1684. Il a confié le travail de gypserie à François Lieutaud. L'hôtel est vendu en 1695 à André de La Garde, procureur général du parlement de Provence, qui l'a légué en 1728 à son neveu, André de Barrigue de Montvallon, conseiller au parlement de Provence, mort en 1769. Catherine Roze, veuve de Sauglié, a loué l'hôtel jusqu'en 1699. |       |
| Hôtel de Nibles | 37, cours Mirabeau                           | L'hôtel a été construit par l'architecte Pierre Pavillon ou Jean-Claude Rambot au milieu du XVIIe siècle dans un jardin appartenant à une famille parlementaire du nom de Guidi. Ils sont probablement les constructeurs. Il est acquis au XVIIIe siècle par le consul Alphonse Louis d'Arnaud, seigneur de Nibles, qui a épousé une sœur du bailli de Suffren. Le troisième étage a été construit sous l'Empire. Le rez-de-chaussée a été occupé par le confiseur Mitre, en 1824. |       |
| Hôtel d'Olivari ou Hôtel Paradis                                                                                         | 10, rue du Quatre-septembre                  | Les plans de la façade principale de l'hôtel ont été donnés par Jean Daret en 1656. Il est construit entre 1657 et 1660 pour Claude Paradis, riche tapissier aixois. Le prix fait de l'hôtel, le 22 décembre 1656 est passé avec les frères maçons Mathieu et Michel Maurin. Ils se sont associés avec le maître maçon André Hermite. Les prix faits en menuiserie sont passés en 1657, successivement, avec Augustin Reynaud, Nicolas Ménard et Antoine Phelip. Les travaux de gypserie et de décoration en façade sont confiés Jacques Escuran le 3 mars 1657. Le compte final des travaux de la façade est établi par Claude Paradis avec Jean Jaubert et Laurent Vallon, le 4 novembre 1658. Il est acquis par Honoré Figuière, auditeur à la Cour des Comptes, le 19 mars 1664. Il y a fait des modifications en 1666. L'hôtel étant attenant à un terrain, il a fait agrandir l'hôtel par prix fait donné le 29 septembre 1666 au maître maçon François Martin. L'hôtel a alors deux entrées, aux 10 et 12 rue du Quatre-Septembre. Acquis ensuite par deux avocats, les frères Silvecane, qui le revendirent en 1695 à Pierre de Revest, seigneur de Montvert, conseiller au parlement de Provence. Il est acquis cinquante ans plus tard par Jean-Baptiste de Pignet-Guelton, seigneur de Saint Martin de Castillon. À sa mort de Marc du Pignet-Guelton, il est acheté en 1797 par les Porte qui vendent l'hôtel en 1803 par le marquis d'Olivari (ou d'Olivary). |       |
| Hôtel d'Olivari | 2, rue de Bagniers                           | Il a appartenu aux Alphant, puis aux Olivari. |       |
| Hôtel d'Oraison | 17, rue Pierre et Marie Curie                | L'hôtel a été acheté en 1600 par la ville d'Aix à Henri de Raffelis pour y loger Charles Ier de Guise, gouverneur de Provence. Il est acheté en 1642 par les Fulque, marquis d'Oraison, qui l'ont conservé jusqu'à la Révolution. Il possède une façade du XVIIIe siècle de sept travées. |       |
| Hôtel de Panisse-Passis                                                                                                  | 16, rue Emeric David                         | Construit en 1739 par Henri de Thomas, marquis de la Garde, conseiller au parlement. Mort sans enfant, l'hôtel passe par héritage aux Mark-Tripoli de Panisse-Paasis. Pierre Léandre de Mark-Tripoli de Panisse-Passis est né dans cet hôtel en 1770. Il s'est marié à Louise de Borély, héritière du château Borély. L'hôtel est de style Régence et Louis XV. |       |
| Hôtel de Perrin, | 46, cours Mirabeau                           | L'hôtel a été construit pour Louis Perrin, troisième consul d'Aix. Le prix-fait pour l'hôtel le 29 octobre 1647 avec les maîtres maçons Jean Jaubert et Laurent Vallon. Le prix-fait des travaux de gypserie est passé le 2 novembre 1647 avec Jean Gourret et Honoré Pécoul. Bien qu'il ait eu 19 enfants, seule une de ses filles lui donna des petits-enfants. Un de ses enfants, le chevalier Perrin (1681-1754) a donné les éditions Perrin des Lettres de Madame de Sévigné comprenant quatre volumes, publiés en 1734, et deux autres, en 1737. Une seconde édition est paru en 1754. L'hôtel est acquis par le conseiller de Meyronnet, marquis de Châteauneuf. Il est passé au vicomte Albert de Selles à la fin du XIXe siècle, puis aux Inguimbert par alliance. |       |
| Hôtel Peyronetti | 13, rue Aude                                 | L'hôtel a été construit dans le style italien sous le règne d'Henri II. Il a appartenu à Victor Peyronetti, vicaire général et official du diocèse d'Aix. L'hôtel n'avait à l'origine qu'un seul étage. Les fenêtres ont été remplacées par des portes-fenêtres au XVIIIe siècle. Un second étage a été ajouté au XIXe siècle ainsi que des persiennes. La façade est remaniée en 1620 par Jean Lombard en s'inspirant de celle du château de de La Tour-d'Aigues avec une belle porte à bossages vermiculés. Les portes du rez-de-chaussée correspondent à d'anciennes remises qui ont été transformées en boutiques. Les fenêtres ont été ornées au XVIIe siècle de balcons en fer forgé. Après la mort de l'official Peyronetti, l'hôtel est passé à la famille de Croze. Après le départ des Croze pour Arles, l'hôtel est vendu au milieu du XVIIIe siècle aux Miollis. Bienvenu de Miollis, évêque de Digne, y est né en 1753. Il avait inspiré Victor Hugo pour l'évêque des Misérables et le général de Miollis, en 1759. Pendant la révolution de 1830 y a été créé unee société politique qui a pris le nom de La Cougourde. |       |
| Hôtel Peyssonnel | 9, rue Roux-Alphéran                         | L'hôtel appartenat au XVIIIe siècle à la famille Peyssonnel, seigneurs de Fuveau. Un de ses membres, Jacques Peyssonnel (ou Peissonel), avocat au parlement, a écrit Traité de l'hérédité des fiefs de Provence paru à Aix en 1687. Il a appartenu ensuite la famille Roux-Alphéran. Il a été habité par Ambroise Roux-Alphéran. |       |
| Hôtel du Poët | place Forbin                                 | En 1730, Henri Gautier (1676-1757), devenu trésorier général des États en 1717, enrichi et anobli en 1724 par l'achat des terres nobles du Poët, Valavoire et Vernègues, a acheté le terrain du moulin situé en haut du cours Mirabeau. Son fils, Joseph-Antoine, a été l'ami de Vauvenargues. Son petit-fils, Joseph-Hilarion, né en 1757, avait émigré en 1789 pour rejoindre l'armée des princes à Turin. Après une longue liaison, il a épousé la princesse Anna Ivanovna Bariatinsky (1774-1825), fille du prince Ivan Bariatinsky (1740-1811) et de Catherine de Schleswig-Holstein-Sonderbourg-Beck, veuve du comte Nikolai Alexandrovich Tolstoï (1765-1816), grand maréchal de la cour de Russie. Il a des relations personnelles avec le comte de Provence, le futur Louis XVIII, qu'il a reçu en 1777, et le comte d'Artois, le futur Charles X qu'il a reçu en 1814. Il a été un chargé d'affaires ou un informateur de Louis XVIII. À partir de 1777, une librairie occupe une partie du bâtiment.Le premier étage a accueilli le Tribunal de Commerce jusqu'en 1834. L'hôtel a été ensuite acquis par l'apothicaire Icard, premier adjoint du maire d'Aix. La Provence libérée s'y installe en 1945. |       |
| Hôtel Poignant | 1, rue du Quatre-Septembre                   | L'hôtel a été construit en 1647 pour le marchand Antoine Poignant, beau-père du sculpteur Jacques Fossé, sur deux places achetées le 22 octobre 1646. En 1660, Antoine Poignant a vendu l'hôtel à Pierre Roux, conseiller du roi et trésorier général de France. Des modifications sont faites par Jean Jaubert et Laurent Vallon. |       |
| Hôtel de Pontevès | 15, rue Jacques de la Roque                  | L'hôtel a été construit dans le premier quart du XVIIe siècle. L'hôtel possède le seul escalier hélicoïdal à marches délardées conservé à Aix ainsi qu'un décor peint du XVIIe siècle pour les plafonds et les murs de plusieurs pièces. |       |
| Hôtel Portalis | 25, rue de l'Opéra                           | L'hôtel appartient au XVIe siècle aux Séguiran. Joseph-Marie Portalis y est né. |       |
| Hôtel de Porte | 34, rue Manuel                               | L'hôtel a appartenu à la famille de Porte, puis à celle des Agard, enfin à celle de Salve. Architecture de style Louis XIII. |       |
| Hôtel des Princes | 3, cours Mirabeau                            | Construit en 1777 par les frères Arnoux pour en faire un hôtel. Il a été acheté en 1784 par Imbert. Il est devenu pendant la Révolution et l'Empire l'hôtel des Quatre Nations. Il a logé les ambassadeurs indiens de Tipû Sâhib en 1788, Bonaparte le 18 vendémiaire an VIII, le pape Pie VII en 1809. L'hôtel a aussi servi de bureau des diligences et de bureau-restant des postes. |       |
| Hôtel de Rabasse de Vergons                                                                                              | 39, rue Espariat                             | L'hôtel est habité au XVIIe siècle par Charles de Bonnet, seigneur de Malignon, puis à la famille Aune. Il est acquis par André Féraud, en 1780, architecte. |       |
| Hôtel de Ramatuelle ou Hôtel de Séguiran                                                                                 | 3-5-7, rue Adanson                           | L'hôtel appartenait au XVIIe siècle à Sextius de Séguiran, deuxième consul d'Aix en 1676. Le botaniste Thomas d'Audibert de Ramatuelle y est né en 1750. |       |
| Hôtel de Raousset-Boulbon ou Hôtel de Fauris-Saint-Vincens ou Hôtel de Rascas                                            | 14, cours Mirabeau                           | Construit en 1658 pour Honoré de Rascas, seigneur du Canet, conseiller au parlement. L'hôtel est passé en 1698 à Silvy de Raousset-Boulbon, président au parlement, puis en 1739 à Ambroise de Fauris de Saint-Vincens, conseiller à la cour des comptes, et ami de Vauvenargues. La façade a été restaurée au XVIIIe siècle. Jules-François-Paul Fauris de Saint-Vincens, antiquaire, numismate, conseiller au parlement, a étudié l'archéologie. Il a initié à l'archéologie son fils, Alexandre-Jules-Antoine Fauris de Saint-Vincens. Il a été maire d'Aix en 1808, membre du Corps législatif. Il est président de la Cour royale d'Aix en 1819. Il a augmenté la collection d'œuvres d'art de son père qui était exposée dans l'hôtel. |       |
| Hôtel de Rascas | 31, rue Verrerie                             | L'hôtel appartenait aux Rascas de Bagarris, seigneurs du Canet. Henri de Rascas, premier consul d'Aix en 1652, s'est marié en 1652 avec Lucrèce de Forbin-Soliès, surnommé « La belle du Canet ». Louis II de Vendôme, duc de Mercœur, gouverneur de Provence, amoureux de Lucrèce de Forbin, lui a offert la décoration de sa chambre à coucher par Jean Daret et Reynaud Levieux. La décoration du plafond de Daret a été démontée à l'hôtel Meyronnet de Saint-Marc, et celle des trumeaux de Reynaud Levieux au Pavillon Vendôme. |       |
| Hôtel de Ravel d'Esclapon ou Hôtel Gastaud                                                                               | 39, rue Cardinale                            | Le prix fait de l'hôtel est passé le 6 juillet 1666 par Georges Gastaud, avocat à la cour, avec les frères maîtres maçons Mathieu et Michel Maurin. Son frère, Jean Gastaud, a fait construit à côté son hôtel quinze ans plus tard. L'hôtel du no 39 est passé en 1712 à Jean Ravel, seigneur d'Esclapon. |       |
| Hôtel de Reboul-Lambertou Hôtel de Lagoy ou Hôtel Vermond                                                                | 40, rue Cardinale                            | Construction en 1684 pour Henri de Reboul-Lambert, conseiller à la Cour des Comptes , puis 1700 et 1770. Il appartient au comte de Castellane Majastre avant la Révolution. En 1812, il est acquis par Louis-Xavier de Meyran, marquis de Lagoy. |       |
| Hôtel Ricard de Brégançon                                                                                                | 17, rue Thiers                               | Hôtel construit au XVIIIe siècle. |       |
| Hôtel Ricard de Saint Albin ou Hôtel de Ribbe,                                                                           | 10, rue Mazarine                             | L'hôtel a été construit par Jean Vallon à la fin du XVIIe siècle ou au début du XVIIIe siècle pour Pierre de Ricard, seigneur de Saint-Albin, reçu président de la chambre des enquêtes du parlement en 1708. Cet hôtel avait la particularité de recevoir des locataires. Le propriétaire n'ayant pas d'enfant le trouvait trop vaste. L'hôtel est acheté en 1756 par Claude-François de Forbin-La Barben. Il le revend en 1774 à Pierre-Symphorien de Pazéry, conseiller au parlement. Un frère et deux de ses fils sont massacrés à Paris à la prison des Carmes. L'hôtel est acheté en 1830 par madame de Ribbe, née Miollis. Elle y a accueilli son frère, Bienvenu de Miollis, évêque de Digne, quand il s'est démis de ses fonctions épiscopales, en 1838. |       |
| Hôtel de Rimbaud | 10, rue des Marseillais                      | L'hôtel a été décorée au XVIIIe siècle par le sculpteur Jean-Philippe Rimbaud. |       |
| Hôtel Ripert de Monclar ou Hôtel Silvy ou Hôtel Bourguignon de Fabregoules                                               | 35, Roux-Alphéran                            | Jacques Silvy, greffier aux comptes, a commandé des travaux pour son hôtel le 14 février 1693. L'hôtel a appartenu pendant quelque temps au procureur général Jean-Pierre-François de Ripert de Monclar qui s'est rendu célèbre par son réquisitoire dans le procès qui a abouti à la suppression de l'ordre des jésuites, en 1767. Il l'a vendu en 1772 à Jean-Baptiste de Bourguignon, fils de Jean-Baptiste de Bourguignon de Fabregoules, où il a formé un cabinet d'œuvres d'art. Il a ensuite appartenu aux d'Astros. |       |
| Hôtel de Robineau de Beaulieu ou Hôtel d'Oléon-Boysseulh                                                                 | 13, rue Roux-Alphéran                        | Construit au XVIIIe siècle. Il est habité au XIXe siècle par Gustave de Beaulieu (1801-1860), peintre paysagiste. Après la Première Guerre mondiale y ont été installés les bureaux de la revue Le Feu, organe du régionalisme provençal. Façade d'époque Louis XVI. |       |
| Hôtel de Roquesante | 2, rue Thiers                                | Hôtel construit dans la première moitié du XVIIe siècle pour Pierre de Paphaelis de Roquesante, conseiller au parlement, qui a fait partie de la Chambre de justice chargée du procès du surintendant Fouquet en 1664 dont l'intervention a sauvé sa tête. À la suite du procès, il a été exilé en Bretagne. Façade typiquement Louis XIII, ornée de frontons triangulaires et elliptiques coupés pour recevoir le monogramme du propriétaire. |       |
| Hôtel de Saizieu ou Hôtel Daret                                                                                          | 4, rue Quatre-Septembre                      | Le peintre Jean Daret a acquis le 17 octobre 1648 un terrain. Le 17 février, le maître maçon Jean Jaubert et le maître menuisier Durand Phelip se sont engagés à construire l'hôtel. Le 6 juin 1652 il a sollicité le maître gypier Jacques Escuran pour travailler à la décoration intérieure. Il l'a vendu en 1665 mais a continué à y vivre et y est mort en 1668. Il a été acquis plus tard par la famille de Saizieu qui le transforme. Élégante façade de la fin du XVIIIe siècle. |       |
| Hôtel Sallier | 43, rue Roux-Alpéran                         | Construit au milieu du XVIIIe siècle. Il appartient au XIXe siècle à Adolphe Sallier, maire d'Aix. |       |
| Hôtel Saurin de Murat | 29, rue Portalis                             | Joseph Ignace Saurin, jurisconsulte (1641-1714) y est né et mort. Son fils l'a habité jusqu'en 1743. Façade d'époque Louis XVI. |       |
| Hôtel de Séguiran d'Auribeau                                                                                             | 16, rue Constantin                           | Propriété de Jean-Baptiste de Séguiran, seigneur d'Auribeau, deuxième consul d'Aix, au XVIIe siècle. |       |
| Hôtel de Simiane, | 17, rue Goyrand                              | L'hôtel est construit en 1697 par François d'Albert et son fils, Marc-Antoine, conseillers au parlement de Provence. L'hôtel a deux étages et six travées de fenêtres. Le plan du premier étage de l'hôtel montre la séparation entre les pièces réservées à Monsieur et celles de Madame. L'hôtel est acheté en 1732 par Pauline de Simiane, veuve du marquis de Simiane, petite-fille de madame de Sévigné, qui y est morte le 3 juillet 1737. Le marquis de Caumont a conseillé en 1731 à la marquise d'engager l'architecte-décorateur Thomas Lainé pour la décoration intérieure. Les peintures réalisées par Joseph Vernet sont toujours en place. Émilie de Covet de Marignane a logé en 1772 dans cet hôtel qui appartenait à Marie-Marguerite d'Orcel, douairière de Marignane, qui elle-même habitait chez son amant, le marquis de Villeneuve-Vence, avant son mariage avec Honoré-Gabriel Riqueti de Mirabeau. L'hôtel est ensuite passé par les femmes au Fauris de Saint-Vincens, puis aux Villeneuve-Vence. L'hôtel appartient à Alexandre de Périer, descendant des Villeneuve-Vence, dans la première moitié du XIXe siècle. |       |
| Hôtel de Simiane ou Hôtel de Lacépède                                                                                    | 1, rue Manuel et 6, rue Chastel              | L'hôtel a été construit et habité dans la première moitié du XVIIe siècle par Jean de Lacépède (1550-1622), seigneur des Aygalades, premier président à la cour des comptes en 1622. Ami de François de Malherbe, il a écrit Les théorèmes sur le sacré mystère de notre rédemption. Sa fille unique, Angélique de Lacépède, veuve d'Henri de Simiane de la Ceste, a fait reconstruire l'hôtel dans son apparence actuelle en 1641. L'hôtel a une porte sur chaque rue. Sur la rue Chastel, la porte à pointes de diamant et trophées est surmontée des armes et de la devise "IN.TE.DOMINE SPERAVI". |       |
| Hôtel de Suffren ou Hôtel d'Arnaud                                                                                       | 40, cours Mirabeau                           | L'hôtel a été construit en 1648 par Esprit d'Arnaud, conseiller à la cour des comptes, sur un terrain que lui a vendu Pierre Maurel de Pontevès qui a construit l'hôtel Lyon de Saint Ferréol voisin. Après la mort d'Esprit d'Arnaud, l'hôtel est passé à son neveu, Louis de Suffren, marquis de Saint-Tropez, conseiller au parlement, vers 1674. La famille de Suffren l'a fait rebâtir dans l'état où on le voit actuellement. Le bailli de Suffren y a vécu une partie de son enfance. Il a été acheté sous l'Empire par le marquis de Forbin-d'Oppède, chevalier de Malte, et au début du XXe siècle par Édouard Jourdan, professeur de la faculté de droit d'Aix, président de l'Académie d'Aix. Il est occupé par la Société Marseillaise de Crédit. |       |
| Hôtel de Thomassin de Saint-Paul                                                                                         | 2, rue Matheron                              | L'immeuble appartient en 1622 à Jean Pierre Thomassin, seigneur de Saint-Paul, avocat général au parlement de Provence, puis conseiller du roi en ses conseils. Il est habité par François Thomassin de Rognac (1610-1671), conseiller au parlement. L'hôtel est passé à Jean Allard de Néoules, conseiller au parlement de Provence en 1730, puis à la famille des Audier-Massillon en 1772. Bruno Philipert Audier-Massillon est conseiller du roi et lieutenant général de la sénéchaussée d'Aix. Il est élu député du Tiers-État en 1789. L'hôtel est acquis en 1820 par Francis Durand, en 1850 par Louis Justin Savourin, docteur en médecine, puis par la famille Magnan. Une décor de plafond d'une chambre représentant Junon et Éole est attribué aux frères Daniel. |       |
| Hôtel de Thomassin de Peynier                                                                                            | 12, rue Pierre et Marie Curie                | L'hôtel a été construit au XVIe siècle. Il a été habité par Joseph de Thomassin, avocat général à la cour des comptes au début du XVIe siècle. Louis Thomassin, oratorien, y est né en 1619. Il est reconstruit en 1635 par Alexandre de Thomassin (1574-1644), seigneur d'Ainac, conseiller au parlement, marié à Marie d'Arbaud. Lui succède Jean-Baptiste Thomassin (1613-1674), seigneur d'Ainac, marié à Aimare de Forbin. Jean-Baptiste Thomassin de Peynier, conseiller au parlement en 1634, habite cet hôtel à la fin des années 1630. Puis son fils, Alexandre II Thomassin (1637-1718) marié à Jeanne de Thomassin de Taillas, son petit-fils Jean-Louis François Thomassin (1665-1722), conseiller au parlement de Provence comme son père, marié à Jeanne de Thomassin de Saint-Paul, père de Louis Thomassin (1705-1794). Il est vendu au début de XIXe siècle aux Sœurs de la Retraite qui l'ont réuni à l'hôtel de Galice. Belle façade et décor de gypseries par Jean Gourret. |       |
| Hôtel de Thomassin de Tourtour                                                                                           | 10, rue de Montigny                          | Charles de Thomassin, seigneur de Tourtour, y a vécu au XVIIe siècle. C'est du haut de son balcon que Mirabeau a harangué la foule. Façade de la seconde moitié du XVIIIe siècle. |       |
| Hôtel de Tressemanes-Chasteuil                                                                                           | 5, rue Goyrand                               | Construit en 1684 par Joseph de Tressemanes-Chasteuil sur un terrain acheté le 1er septembre 1683. Il a vendu son hôtel en 1736 à Joseph de Coriolis, baron de Limaye, seigneur de La Bastide-des-Jourdans. Il est acheté après le Concordat par le département des Bouches-du-Rhône pour y loger les archevêques d'Aix. L'archevêque Jérôme Champion de Cicé y est mort en 1810. Son successeur a intégré le palais archiépiscopal. L'hôtel est alors vendu au marquis de Bausset qui meurt en 1841 sans descendance. L'hôtel est acheté en 1842 parle procureur général Borély. |       |
| Hôtel de Trets | 24, rue des Cordeliers                       | Appartien au XVIIe siècle à Charles de Trets, conseiller au parlement. |       |
| Hôtel de Vacon | 8, cours Mirabeau                            | Une grande portion de terrain correspondant aux numéros 4, 6, 8 et 10 du cours Mirabeau est acquise par le duc de Vendôme entre 1664 et 1665. Il l'a revendue au conseiller d'Albert qui a divisé le terrain en quatre. Ces emplacements ont été vendus plusieurs fois jusqu'au début du XVIIIe siècle. Louis-Antoine de Vacon, conseiller à la cour des comptes, a commencé la construction de son hôtel en 1710. Il est ensuite passé à la famille des Sinety, puis à monsieur Laroque en 1873. |       |
| Hôtel de Valbelle | 22-24, rue Mignet                            | Construit en 1617 pour Jean Baptiste Covet, baron de Trets, conseiller au parlement, sur l'emplacement de l'ancien Logis de la Cloche. Il est vendu en 1655 à Joseph Anne de Valbelle, marquis de Tourves, président au parlement. Il est habité par Joseph-Alphonse-Omer de Valbelle (1729-1778), propriétaire du château de Valbelle à Tourves. |       |
| Hôtel de Valbelle Meyrargues                                                                                             | 17bis, cours Mirabeau                        | Construit en 1642 par Jacques de Grille, écuyer d'Arles. Il vend l'hôtel en 1672 à Léon de Valbelle, conseiller au parlement. Il fait remanier la façade en 1678. À la fin du XVIIe siècle, son petit-fils, Cosme de Valbelle, baron de Rians, a vendu la partie orientale de l'hôtel à la veuve de Jacques d'Arbaud Jouques et la partie occidentale à Simon Raousset. Le marquis de Cabre a acheté le reste de l'hôtel qui l'a vendu en 1843 au notaire Blachet. Il est acquis ensuite par le pharmacien Sigaud. La façade est entièrement remaniée au XIXe siècle. Un salon du premier étage est décoré de gypseries du XVIIIe siècle représentant Vénus et Cupidon. |       |
| Hôtel de Valori, ou Hôtel de Bausset-Roquefort                                                                           | 18, rue du Quatre-Septembre                  | L'hôtel se trouve sur la place des Quatre-Dauphins. Les maîtres gypiers, père et fils, Louis et Claude Lieutaud se font construire une maison à côté de celle de François Lieutaud. Elles sont ensuite réunies. La demeure est remaniée après une autorisation donnée le 25 septembre 1752 pour Joachim de Beausset, seigneur de Roquefort. Son fils, Pierre-Ferdinand de Bausset-Roquefort, a été archevêque d'Aix entre 1817 et 1829. |       |
| Pavillon Vendôme | 13, rue de la Molle et rue Célony            | |       |
| Hôtel de Venel | 27, rue Venel                                | |       |
| Hôtel de Villars, | 4, cours Mirabeau                            | L'hôtel est construit en 1710 par Louis d'Esmivy de Moissac, conseiller à la cour des comptes. Son fils, Jean-Louis-Honoré d'Esmivy de Moissac (1719-1769), conseiller au parlement, a épousé Marguerite de Villeneuve de Forcalqueire. Il est nommé intendant à la Guadeloupe où il meurt. Au moment de son départ, il loue son hôtel au duc de Villars. Son fils, Louis-Victor d'Esmivy de Moissac, est mort célibataire en 1827. Après sa mort l'hôtel est vendu au médecin Ailhaud. Sous Louis-Philippe un bureau de postes s'est installé au rez-de-chaussée. L'hôtel est acheté en 1867 par monsieur Gautier. En 1943, un service allemand s'y est installé en négligeant l'intérieur. Il est restauré par le docteur François Beurier. |       |
| Hôtel Villeneuve d'Ansouis,                                                                                              | 9, rue du Quatre-Septembre                   | L'hôtel est construit à partir du 17 mai 1657 par les maîtres maçons Jean Jaubert et Laurent Vallon pour François Poullat, procureur du roi pour les pauvres. François Poullat a vendu sa demeure au conseiller Signier le 12 février 1665 qui la revend le 29 septembre 1687 à Jean-Hiacinthe de Villeneuve, seigneur d'Ansouis, conseiller du roi au parlement de Provence. La façade de l'hôtel est transformée en 1757 pour Théodore de Villeneuve, baron d'Ansouis par Georges Vallon et son fils Laurent-Alexandre. |       |

## Liste par quartier et par rue

### Bourg Saint-Sauveur

#### Rue Gaston de Saporta
no 11 : Hôtel de Michaelis
no 17 : Hôtel d'Estienne-de-Saint-Jean
no 19 : Hôtel de Châteaurenard
no 21 : Hôtel Boyer de Fonscolombe ou hôtel de Saporta ou Hôtel de Régusse
no 23 : Hôtel Maynier d'Oppède
no 29 : Hôtel d'Estienne de Saint Jean de la Salle

#### Rue Jacques-de-la-Roque
no 15 : Hôtel de Pontevès
no 28 : Hôtel d'Aiguines

#### Rue des Brémondi
no 2 : Hôtel Borrilli

#### Rue de Littera
no 2 : Hôtel Guiran de la Brillanne ou de Hôtel de Fonvert
no 5 : Hôtel de Glandevès
no 6 : Hôtel d'Espagnet
no 7 : Hôtel de Littera

#### Rue Adanson
no 1 : Hôtel Adanson
no 3-5-7 : Hôtel de Ramatuelle ou Hôtel de Séguiran

#### Place des Martyrs-de-la-Résistance, anciennementplace de l'Archevêché
Palais de l'Archevêché
no 24 : Hôtel de Gaillard d'Agoult ou Hôtel de Lavison

#### Rue Venel, anciennement rue de la Juiverie
no 27 : Hôtel de Venel

#### Rue Pierre-et-Marie-Curie, anciennementrue du Séminaire
no 10 : Hôtel de Galice
no 12 : Hôtel de Thomassin
no 13 : Hôtel du Chaine
no 15 : Hôtel d'Albi de Brès
no 17 : Hôtel d'Oraison

### Ville comtale

#### Rue Vauvenargues
no 26 : Hôtel de Clapiers ou Hôtel de Thomassin ou Hôtel de Brancas

#### Rue Maréchal-Foch
no 7 : Hôtel d'Arbaud

#### Rue Aude, anciennementrue de l'Official
no 1 : Hôtel de Gaufridi
no 1bis : Hôtel Guérin du Castelet
no 13 : Hôtel Peyronetti

#### Rue Fauchier
no 12 : Hôtel de Bompard, Hôtel de François Barthélemy

#### Rue des Marseillais
no 10 : Hôtel de Rimbaud

#### Rue de la Verrerie
no 27 : Hôtel de Gaillard-Longjumeau
no 31 : Hôtel de Rascas de Bagarris

#### Rue des Cordeliers
no 24 : Hôtel de Trets
no 31 : Hôtel de Félix du Muy

#### Rue Espariat
no 5 : Hôtel Mayol de Saint-Simon
no 6 : Hôtel Boyer d'Éguilles
no 10 : Hôtel d'Albertas
no 39 : Hôtel de Rabasse de Vergons

#### Rue des Bagniers
no 2 : Hôtel d'Olivari

#### Rue Clémenceau
no 7 : Hôtel Meyronnet de Châteauneuf

#### Rue Victor-Leydet
no 13 : Hôtel de La Chataigneraie
no 30 : Hôtel de Gabet
no 42 : Hôtel de Cabre ou Hôtel de Belcodène

#### Rue Matheron, anciennementrue de la Fustarié
no 2 : Hôtel de Thomassin de Saint-Paul
no 6 : Hôtel de Matheron
no 16 : Hôtel de Fortis

#### Rue de Montigny
no 7 : Hôtel de Montigny
no 10 : Hôtel de Thomassin de Tourtour

#### Rue des Épinaux
no 13 : Hôtel François de Michel
no 15 : Hôtel de Cormis
no 19 : Hôtel Bonnet

#### Rue Constantin, anciennementrue du Mouton
no 16 : Hôtel de Séguiran d'Auribeau

### Autour de la place des Prêcheurs

#### Place des Prêcheurs
no 1 : Hôtel Du Perrier
no 2 : Hôtel d'Agut
no 3 : Hôtel de Gras

#### Rue Mignet
no 6 : Hôtel d'Ailhaud
no 10 : Hôtel Gassier ou Hôtel Guiran de la Brillanne
no 11 : Hôtel de Foresta ou Hôtel Duranti-La Calade
no 17 : Hôtel d'Oraison
no 22-24 : Hôtel de Valbelle

#### Rue Thiers, anciennementrue du Pont-Moreau
no 2 : Hôtel de Roquesante
no 10 : Hôtel Palamède de Forbin, Hôtel de Piolenc
no 17 : Hôtel Ricard de Brégançon

#### Petite rue Saint-Jean
no 2 : Hôtel de Brancas

#### Rue Portalis
no 25 : Hôtel de l'Enfant
no 29 : Hôtel Saurin de Murat

#### Rue Manuel
no 1 : Hôtel de Simiane ou Hôtel de Lacépède
no 34 : Hôtel de Porte

#### Rue Emeric-David, anciennementrue du Grand-Boulevard
no 12 : Hôtel de Carcès
no 16 : Hôtel de Panisse-Passis
no 18 : Hôtel de Barlet
no 24 : Hôtel de Monval
no 33 : Hôtel de Maliverny
no 55 : Hôtel de Grégoire

#### Rue de l'Opéra
no 18 : Hôtel de Lestang-Parade ou Hôtel d'Antoine
no 24 : Hôtel Arlatan de Lauris ou Hôtel de Bonnecorse
no 25 : Hôtel Portalis
no 26 : Hôtel de Grimaldi-Régusse

### Cours Mirabeau
no 3 : Hôtel des Princes
no 4 : Hôtel de Villars
no 6 : Hôtel Margalet de Luynes ou Hôtel Gantelmi d'Ille
no 8 : Hôtel de Vacon
no 10 : Hôtel d'Entrecasteaux ou Hôtel de Boniface-Leydet ou Hôtel d'Isoard de Vauvenargues
no 12 : Hôtel d'Antoine Venel
no 14 : Hôtel de Raousset-Boulbon ou Hôtel de Fauris-Saint-Vincens ou Hôtel de Rascas
no 16 : Hôtel de Mirabeau ou Hôtel de Mougins-Roquefort
no 17bis : Hôtel de Valbelle Meyrargues
no 18 : Hôtel Meyronnet de Saint-Marc
no 19 : Hôtel d'Arbaud-Jouques
no 20 : Hôtel de Forbin
no 21 : Hôtel Leblanc de Castillon
no 22 : Hôtel de Gueydan
no 23 : Hôtel du Chevalier Hancy
no 27 : Hôtel d'Estienne d'Orves ou Hôtel de Margallet ou Hôtel de Miollis
no 32 : Hôtel d'Entrechaux
no 34 : Hôtel de Gailhard ou Hôtel Traversery
no 36 : Hôtel de Courtès
no 37 : Hôtel de Nibles
no 38 : Hôtel Maurel de Pontevès ou hôtel d'Espagnet
no 40 : Hôtel de Suffren ou Hôtel d'Arnaud
no 42 : Hôtel Lyon de Saint Ferréol
no 44 : Hôtel de Gassendi
no 46 : Hôtel de Perrin
no 51 : Hôtel de Mazenod
no 53bis : Hôtel de Gantès
no 61 et 63 : Hôtels Ferrier et Cundier
no 65 : Hôtel de Montauron
no 67 : Hôtel de Boisson
Place Forbin : Hôtel du Poët

### Quartier Mazarin

#### Rue Mazarine
no 8 : Hôtel de Bézieux
no 10 : Hôtel Ricard de Saint Albin ou Hôtel de Ribbe
no 12 : Hôtel de Marignane ou Hôtel d'Albert
no 14 : Hôtel Dedons de Pierrefeu, ou Hôtel de Guillibert de la Lauzière, ou Hôtel de Châteauneuf

#### Rue Goyrand, anciennementrue Saint-Michel
no 2 : Hôtel Bonnet de la Beaume
no 3 : Hôtel de Lagoy
no 5 : Hôtel de Tressemanes-Chasteuil
no 7 : Hôtel de Montvalon ou Hôtel d'Albert
no 9 : Hôtel de Félix du Muy ou Hôtel Joseph Honoré
no 13 : Hôtel de Cabanes
no 15 : Hôtel de Gallifet
no 17 : Hôtel de Simiane

#### Rue Cardinale
no 15 : Hôtel de Coriolis de Rousset ou Hôtel de Garnier
no 17 : Hôtel de Carondelet ou Hôtel de Joursanvault-Mareilles ou Hôtel Ruffo de Bonneval de La Fare ou Hôtel de Grignan
no 29 : Hôtel Daret
no 32 : Hôtel Lieutaud
no 37 : Hôtel de Gastaud ou Hôtel de Foresta ou Hôtel de Montéty
no 39 : Hôtel de Ravel d'Esclapon ou Hôtel Gastaud
no 40 : Hôtel de Reboul-Lambert ou Hôtel de Lagoy ou Hôtel Vermond

#### Rue Roux-Alphéran, anciennementrue Longue-Saint-Jean
no 9 : Hôtel Peyssonnel
no 13 : Hôtel de Robineau de Beaulieu ou Hôtel d'Oléon-Boysseulh
no 23 : Hôtel de Castillon ou Hôtel Boyer de Bando ou Hôtel de Bruny de La Tour d'Aigues ou Hôtel d'Albertas ou Hôtel de Grasse
no 25 : Hôtel Dugrou
no 35 : Hôtel Ripert de Monclar ou Hôtel Silvy ou Hôtel Bourguignon de Fabregoules
no 43 : Hôtel Sallier

#### Rue Joseph-Cabassol
no 3 : Hôtel de Caumont

#### Rue du Quatre-Septembre, anciennementrue Saint-Sauveur
no 1 : Hôtel Poignant
no 4 : Hôtel de Saizieu ou Hôtel Daret
no 9 : Hôtel Villeneuve d'Ansouis
no 10 : Hôtel d'Olivari ou Hôtel Paradis
no 11 : Hôtel de Boisgelin
no 17 : Hôtel de Foresta ou Hôtel de Pigenat
no 18 : Hôtel de Valori ou Hôtel de Bausset-Roquefort

#### Rue d'Italie, anciennementchemin de Saint-Maximinpuischemin de Saint-Jean
no 12 : Hôtel de Garidel-Thoron